# 므앙마오
므앙마오(Möng Mao) 또는 맹묘(勐卯)는 오늘날의 미얀마 북부, 북동인도, 중국 윈난성에 있던 다이족 정권이다. 14세기부터 15세기까지 현대 미얀마, 중화인민공화국, 인도의 국경 지역을 지배했던 타이족 왕조 국가였다. 이 나라는 이전에 원나라의 봉신국이었던 남 마오(루이리시) 강 유역을 중심으로 하는 작은 공국에서 발전했다.

## 이름
므앙 마오 롱(언어 오류(tdd): ᥛᥫᥒᥰ ᥛᥣᥝᥰ ᥘᥨᥒᥴ; 샨어: မိူင်းမၢဝ်းလူင်)은 "위대한 므앙 마오"를 의미하는 따이느아어 및 샨어 이름이다. "므앙"은 나라 또는 장소를 의미한다. "마오"(ᥛᥣᥝᥰ)는 "어지러움"(ᥛᥝᥰ)에서 진화했는데, 전설적인 왕 차오 우 팅의 어머니가 새에 의해 하늘로 옮겨질 때 어지러움을 느꼈기 때문이다. "므앙 마오"라는 이름은 현재도 루이리시의 공식적인 따이느아어 이름(ᥝᥥᥒᥰ ᥛᥫᥒᥰ ᥛᥣᥝᥰ)으로 사용되고 있다. 또는 "마오"는 남 마오(루이리 강)의 샨어 이름에서 유래했다.
므앙 마오는 또한 고대 인도 왕국인 카우샴비의 이름을 따서 카우샴비(ကောသမ္ဗိ)를 불교 고전 이름으로 채택했다. 이 이름은 버마어로 "코샨피"(ကိုးရှမ်းပြည်, lit. '아홉 샨 주')로 대략적으로 번역되었다. "코삼비"는 루이리시에서 "궈잔비"(언어 오류(tdd): ᥐᥨᥝᥰ ᥓᥛᥱ ᥙᥤᥱ, 중국어: 果占璧)라고도 불리며, 현대 다이족은 "궈잔비"를 "향기로운 부드러운 쌀을 생산하는 곳"으로 새롭게 설명한다.
중국어 문헌에서 므앙 마오는 루촨(중국어: 麓川)으로 불렸는데, 처음으로 원사에 "루촨 도"(중국어: 麓川路)라는 행정 구역의 이름으로 기록되었다. 일부 문헌에서는 므앙 마오를 바이이(중국어: 百夷)라고도 불렀지만, 대부분의 경우 이는 윈난성 남서부의 모든 민족 집단을 통칭하는 이름이거나, 특히 다이족을 지칭한다. 루촨의 타이족 이름은 15세기 화이역어(華夷譯語)에 포함된 백이관래문(百夷館來文, "백이 학원의 수신 서신")에 맹마오(Mäng Maaw)로 처음 나타나는데, 이는 루촨(麓川)을 중국어 등가물로 제시한다.
버마어 문헌에서 므앙 마오는 마우 또는 마우 샨으로 불렸다. 마니푸르주 문헌, 예를 들어 체이타롤 쿰바바에서는 므앙 마오를 지칭하기 위해 퐁이라는 이름을 사용한다.

## 역사

### 초기 역사
13세기 이전의 므앙 마오의 초기 역사는 주로 현지 타이 연대기에만 기록되어 있으며, 종종 전설적인 역사로 묘사된다. 이 연대기들 중 다수는 기원전 568년(일부 연대기에서는 835년)에 하늘에서 내려와 므앙 마오(또는 카우삼비)를 건국하고, 자녀들을 남 마오 계곡의 타이 족장들에게 보내 다스리게 한 쿤 루(쿤 룽)과 쿤 라이의 이야기로 시작한다. 일부 연대기에서는 대신 차오 우 팅으로 시작한다.
현대 학자들과 역사학자들은 초기 역사에 대해 의견이 일치하지 않는다. 일부는 쿤 루와 쿤 라이의 전설을 바탕으로 므앙 마오가 6세기에 나타나기 시작했을 수 있다고 믿는 반면, 다른 이들은 몽골의 버마 침공 이전에는 윈난성과 북부 미얀마에 중요한 타이 정치체가 없었다고 믿는다. 장잉량(Jiang Yingliang)은 타이가 10세기경 더훙 지역에서 므앙 마오, 므앙 양, 므앙 센 세, 센위의 네 주로 구성된 계층화된 사회를 발전시켰으며, 이들 주들 간에 권력의 중심이 자주 이동했으며 때로는 카우삼비라는 단일 국가로 통일되었다고 믿는다.
1215년 타이 아홈어로 된 부란지 기록에 따르면, 므앙 마오 룽의 왕자 차오룽 수카파는 9,000명의 타이 마오 추종자들과 함께 므앙 마오 룽을 떠나 1228년 현대 아삼주에 아홈 왕국을 건국했다. 그들은 타이족의 마오족으로 식별되었으며, 나중에 타이 아홈족으로 불렸다.
장잉량의 연구에 따르면 므앙 마오 통치자들의 혈통은 1256년에 시작되었으며, 이는 다리가 몽골 제국에 함락된 후 정치체가 등장했을 때였을 수 있다. 이 시기에 융창과 타가웅 사이의 땅에는 다툼이 잦은 타이 정치체들이 널려 있었다. 이들은 1260년경에 원나라에 충성을 맹세했다. 1276년에 이 지역에 여러 행정 구역이 설치되었고, 므앙 마오는 루촨로로 지정되었다.
1277년부터 1303년까지 이 지역은 바간 왕국과 원나라 간의 격렬한 분쟁과 경쟁으로 인해 어려움을 겪었다. 몽골-원 왕조는 벵골만으로의 접근을 확보하려 했고, 이 지역에서 두 차례의 피비린내 나는 전쟁을 벌였다. 이 전쟁은 바간 왕국을 전복시킨 제1차 버마-몽골 전쟁과 몽골을 몰아낸 제2차 버마-몽골 전쟁이었다. 1286년 버마 세력의 추방과 1303년 군대 철수 이후 몽골-원 왕조의 영향력 축소는 타이족 지도자들에게 권력을 재편하고 확장할 기회를 제공했으며, 이제 외부 간섭을 덜 받고 새로운 정치체를 건설할 수 있게 되었다. 1330년 원나라 궁정에서 계승 위기가 발생하면서 몽골의 권위는 더욱 약화되었다. 분쟁은 윈난성으로 확산되었고, 반란군 왕자들은 직위와 보상을 대가로 지역 지도자들의 군사력을 구했다. 반란을 일으킨 귀족들은 결국 진압되었지만, 윈난성은 이제 쿤밍시의 량 왕자와 다리시의 단 가문 등 지역 지도자들의 통제하에 점차 놓이게 되었으며, 이들이 중앙 정부를 점점 더 압도했다.

### 발흥
회 칸 파 (중국어: 시커파)는 1340년대에 좋은 경제 상황과 지역의 권력 공백을 이용하여 므앙 마오 영토 확장을 시작했다. 연대기마다 그의 즉위 날짜는 다르지만, 가장 그럴듯한 날짜는 1335년이다. 타이족 연대기에 따르면, 회 칸 파는 센위, 므앙 미트, 쿵마를 포함한 인근 타이족 국가들의 복종을 얻어 대규모 군대를 모아 윈난성으로 진격했다. 원나라 조정은 윈난성 현지 당국에 그를 진압하라고 명령했고, 1342년, 1346년, 1347년, 1348년에 네 차례의 군사 원정대가 파견되었지만 모두 실패로 끝났다. 추가 공격을 두려워한 회 칸 파는 그의 아들인 법정추정상속인(만산 滿三)을 원나라 조정에 보내 명목상 그들의 권위를 인정했다. 홍건적의 난이 발발하면서 원나라가 그를 진압하기 위해 할 수 있는 일은 거의 없었고, 그는 "핑몐 평정사"로 임명되어 새로운 영토에 대한 그의 통제를 인정하고 그의 위신과 정당성을 더욱 강화했다.
대중국 전쟁 후, 회 칸 파는 서쪽으로 눈을 돌렸다. 그는 동생 쿤 삼 롱을 서쪽으로 보내 아삼주를 정복하게 했는데, 아삼은 저항 없이 항복하고 조공을 바치기 시작했다. 그러나 동생이 자신을 상대로 음모를 꾸미고 있다고 믿어, 돌아오는 길에 그를 독살했다. 사가잉 왕국은 1356년 므앙 마오에 대한 원정대를 보냈는데, 이는 므앙 마오의 깔레 확장 때문이었을 수 있다. 회 칸 파는 이어서 버마 왕국인 사가잉과 핀야에 대한 원정대를 명령했다. 샨족의 습격은 1359년과 1362년에 보고되었고, 마침내 두 왕국은 1364년에 함락되어 완전히 황폐화되었고, 이는 잉와 왕국의 부상으로 이어졌다.
회 칸 파는 1369년에 사망했다. 그의 뒤를 이어 그의 장남인 시 빙파(타이어로는 회 펨 파)가 즉위했다. 1371년, 종속국인 므앙 양과 깔레가 서로 전쟁을 벌였다. 시 빙파는 8년 동안 통치했으며, 그의 아들 타이 비안(쿤 타이 펨 파)이 뒤를 이었다. 타이 비안은 폭군이었으며, 그의 삼촌인 자오 샤오파(쿤 응옥 쵸 파)에게 살해당했고, 자오 샤오파는 스스로 통치자가 되었다. 1년 후, 자오 샤오파는 도적에게 살해당했고, 사람들은 그의 남동생인 시 와파(회 완 파)를 통치자로 세웠다.

### 명나라와의 분쟁
1374년, 새로 건국된 명나라는 버마에 외교 사절단을 파견하여 이 지역의 국가들을 자신의 편으로 만들고자 했다. 그러나 안남의 도로가 막혀 사절단은 소환되었다. 명나라가 1380년 윈난성으로 진입하자, 바자르오르미 몽골 왕자와 다리시의 단 가문을 빠르게 격파하고 1382년 므앙 마오 국경에 도달했다.
처음에는 므앙 마오가 명나라에 복종하지 않았고 명나라 조정은 므앙 마오가 인접 지역을 통제하는 것을 인정하지 않았다. 시 와파는 1382년 진치(바오산시)의 명나라 수비대를 공격했지만, 곧 부하 중 한 명에게 암살당했고, 시 룬파(회 홈 파)가 그 자리에 므앙 마오의 통치자가 되었다. 1382년, 시 룬파는 명나라 권위에 복종하기로 결정했고, 핑몐 평정사의 토사 직함을 받았다. 1384년 8월, 시 룬파는 명나라 조정에 원나라의 위임 인장을 반납하며 조공 사절단을 보냈다. 그 결과 그는 군사 및 민사 업무에 대한 권한을 가진 루촨-핑몐 평정 위원회로 승격되었다.
이전에 므앙 마오의 종속국이었던 징둥의 타이족 통치자 어 타오는 명나라 조정에 별도로 항복하여 1384년 이 지역의 "토사"로 임명되었다. 시 룬파는 다음 해에 그의 불충을 처벌하기 위해 징둥을 공격했고, 어 타오는 목숨을 건졌다. 1387년 명나라 원정대가 시 룬파를 상대로 파견되었지만, 타이족 군대에 패배했다. 명나라는 타이족을 신뢰할 수 없다고 판단하고 국경 지역 전역에 군사 방어선을 구축했으며, 므앙 마오를 외교적으로 고립시켰다. 1388년, 타이족 군대는 모샤레의 목책을 공격했지만 패배했다. 딩볜 목책에 대한 추가 타이족 공격도 격퇴되었다. 이러한 명나라 국경 초소에 대한 공격은 시 룬파에 대한 대규모 명나라 징벌 원정으로 이어졌고, 또 다른 명나라 승리로 끝났다. 시 룬파는 1388년에 항복했으며, 명나라 군대에 전쟁 배상금을 지불해야 했다.

### 다오 간멍의 반란
1393년, 시 룬파는 잉와를 침공했다. 결국 패배했음에도 불구하고, 잉와는 므앙 마오의 공격을 저지하기 위해 명나라에 도움을 요청하는 사신을 보냈다. 홍무제는 그들의 입장을 인정하고, 1396년에 시 룬파에게 더 이상의 공격 행위가 저질러지면 보복하겠다는 경고 편지를 보냈다. 시 룬파는 명나라의 요구에 동의했다. 므앙 마오가 군사 확장을 멈춘 후, 시 룬파는 불교도와 전직 중국 병사와 같은 외국인들을 그의 백성의 전통 영토로 환영하기 시작했다. 시 룬파는 불교로 개종하고 화약과 대포 기술을 가져온 중국인들에게 선물을 주었다. 이는 그의 궁정 내 전통적인 요소들을 크게 격분시켰고, 1397년에 시 룬파는 반외국인 파벌의 지도자인 다오 간멍에게 폐위당하고 명나라 정부의 보호를 받기 위해 도피했다. 명나라 수도에 도착한 후, 시 룬파는 홍무제에게 자신을 다시 권좌에 올려줄 것을 요청했다. 황제는 남서부의 평화를 원했기 때문에 그의 청원을 수락하고 그의 대의에 금 100냥, 은 150냥, 지폐 500냥을 할당했다. 서평후 무춘은 시 룬파에게 군사적 지원을 제공하고 므앙 마오를 탈환하도록 배정되었다.
그들은 윈난성으로 돌아와 바오산시에 머물렀고, 무춘은 허 푸와 취 넝 지휘관에게 5,000명의 병력을 이끌고 다오 간멍을 축출하도록 보냈다. 원정대는 전투에서 초기 성공을 거두어 므앙 마오 추장을 살해하고 그의 군대를 격파했지만, 지형이 불리하여 산성 진지를 점령하는 데 실패하면서 교착 상태에 빠졌다. 허 푸는 자신의 상황을 무춘에게 보고했고, 무춘은 500명의 기병을 이끌고 그를 돕기 위해 와서 밤중에 적진을 기습하여 점령했다. 비록 목책을 성공적으로 점령했지만, 무춘은 곧 병으로 사망했고 허 푸가 그를 대신하여 다오 간멍을 사로잡고 1398년 시 룬파를 다시 므앙 마오의 통치자로 세웠다.
시 룬파는 1399년에 사망했고, 그의 아들 시 싱파이 뒤를 이었다. 므앙 마오의 힘은 약해졌고, 이전에 그 지배 아래 있던 공국들은 독립했다. 명나라 조정은 이 상황을 이용하여 므앙 양(멍잉), 센위, 므앙 팅(멍딩)을 포함한 13개의 새로운 국가를 자체 통치하에 설립했다.

### 루촨-핑몐 전쟁
시 싱파의 뒤를 이어 1413년 그의 동생인 시 렌파이 즉위했다. 시 렌파 통치하에 므앙 마오는 이전에 소유했던 영토에 대한 통제권을 재확립하기 위해 이웃 지역으로 확장을 시작했다. 시 렌파는 1426년 서쪽으로 므앙 양을 침공했고, 1428년 므앙 마오 북쪽 영토로 융창까지 침입했지만, 명나라는 아직 그에게 강경한 조치를 취하지 않았다. 1430년대에는 므앙 마오, 센위, 잉와 및 이 지역의 다른 여러 국가들 간의 갈등이 심화되었다. 명나라는 1434년 므앙 마오에 대한 원정을 계획했지만, 8세의 정통제가 즉위하면서 포기되었다.
시 렌파는 확장을 계속하여 1437년 난디안을 침공하고 간야이, 텅충시, 루장, 진치까지 더욱 깊숙이 침입했다. 시 렌파는 명나라 조정의 허락 없이 이들 인접 지역에 종속 지도자들을 임명했다. 이 시점에서 명나라는 시 렌파와 더 이상 대화할 수 없다고 판단하고, 센위에게 므앙 마오와의 전쟁에 참여할 것을 명령하며 원정을 준비했다.
첫 번째 원정은 1438년에 파견되었다. 한 군대는 시 렌파의 영토 깊숙이 추격했고, 시 렌파에게 매복 공격을 받아 전멸했다. 승리 후 그는 더욱 대담해져 명나라 영토 깊숙이 확장하기 시작했으며, 살윈강을 건너 징둥과 멍롄까지 침공했다.
두 번째 원정은 1441년 므앙 마오에 대해 파견되었다. 8개월간의 교착 상태 끝에 명나라 군대는 시 렌파의 영토 깊숙이 진격하여 그의 수도를 포위했다. 므앙 마오의 수도는 1442년에 함락되었고, 시 렌파는 가족과 함께 므앙 양으로 도피했다. 센위와 잉와에게 시 렌파를 사로잡을 것을 명령했고, 영토를 보상으로 약속했다. 시 렌파는 버마 왕에게 사로잡혔지만, 명나라는 영토 약속을 지키는 것을 망설였기 때문에 그를 중국에 넘겨주지 않았다. 시 렌파의 아들 시 지파은 윈난성 남서부에서 계속 작전을 수행하며 아버지와 자신에 대한 명나라 조정의 사면을 간청하려 했다. 그는 망시에서 패배했지만, 명나라 군대가 이 지역을 떠나는 것을 보고 므앙 마오를 다시 점령하고 인접한 공국들을 다시 침공하기 시작했다.
세 번째 원정은 1443년에 파견되었다. 므앙 마오의 수도는 1444년에 다시 함락되었고, 그 핵심 지역은 새로운 통치 왕조와 함께 므앙 완(룽촨)이라는 새로운 국가로 분할되었다. 시 렌파는 다시 므앙 양으로 후퇴했지만, 명나라는 센위와 잉와가 어느 편을 들지 확신할 수 없었기 때문에 즉시 그를 추격하지 않았다.
네 번째 원정은 1449년 므앙 양에서 시 지파를 축출하기 위해 파견되었다. 명나라 군대는 이라와디강을 건너 므앙 양으로 진입하여 시 지파의 요새들을 격파했다. 비록 시 지파와 그의 형제 시 부파는 탈출했지만, 명나라 군대는 이를 승리로 간주하고 시 지파의 포획을 버마인들에게 맡겼다. 시 렌파의 어린 아들 실루가 므앙 양의 새로운 지도자가 되었고, 명나라 장군은 실루와 그의 지지자들을 물리칠 수 없다는 것을 깨닫고 그와 평화 조약을 맺었다. 이라와디강에 경계를 표시하는 돌 비석이 세워졌는데, 여기에는 "돌이 썩고 강이 마르기 전에는 [이라와디강을] 건널 수 없다"고 명시되어 있었다. 실루는 동의했고, 명나라 군대는 떠났다.

### 므앙 양 시기
므앙 마오 왕실의 후손인 사울론은 1527년 잉와 왕국을 정복했다.

## 수도
므앙 마오는 남 마오 계곡(현대 루이리시와 그 인접 미얀마 국경 지역) 주변에 여러 수도를 두었으며, 셀란이 가장 자주 채택된 수도였다. 센위 연대기에 따르면, 셀란은 회 칸 파( 1335년경경)에 의해 건설되었으며, 견고한 성벽과 깊은 해자로 요새화되었다.
이 옛 수도들의 유적은 20세기 초 제임스 조지 스콧에 의해 다음과 같이 묘사되었다.
현대의 셀란은 그리 크지 않은 마을이다. 이곳은 불규칙한 사각형 모양의 고원 중 가장 높은 지점에 위치하며, 계곡 수면 위로 260~300피트 높이로 솟아 있고 면적은 약 1제곱 마일이다. 이 고원은 깊이가 여러 곳에서 40~50피트에 달하는 참호로 완전히 둘러싸여 있다. 과거에는 분명히 벽도 있었을 것이지만, 완전히 부식되어 사라졌다. 몇 마일 떨어진 곳에는 역시 오래된 마오족 수도였던 팡 캄이 있는데, 이곳에도 흙으로 된 난간과 도랑이 훨씬 더 넓은 지역을 둘러싸고 있다. 인근에는 상당한 요새로 둘러싸인 벌거벗은 고립된 언덕들이 여러 개 있다.— 제임스 조지 스콧

## 역대 군주 목록
| 중국어 이름        | 연도           | 재위 기간 | 계승 방식        | 사망   | 타이 롱 (샨) 이름 | 따이느아 이름             | 버마어 이름              | 다른 이름                      |
| ------------------ | -------------- | --------- | ---------------- | ------ | ----------------- | ------------------------- | ------------------------ | ------------------------------ |
| 시커파 사극법      | 1335–1369      | 34년      |                  | 자연사 | Sua-Khān-Fā သိူဝ်ၶၢၼ်ႇၾႃႉ | Se-Xaan-Faa ᥔᥫᥴ ᥑᥣᥢᥱ ᥜᥣᥳ  | Tho Chi Bwa 소지부아     | 회 칸 파                       |
| 자오 빙파 소병발   | 1369–1378      | 8년       | 아들             | 자연사 |                   |                           |                          |                                |
| 타이 비안 대편     | 1378/79        | 1년       | 아들             | 살해됨 |                   |                           |                          |                                |
| 자오 샤오파 소효발 | 1379/80        | 1년       | 자오 빙파의 동생 | 살해됨 |                   |                           |                          |                                |
| 시 와파 사와발     | ?              | ?         | 동생             | 살해됨 | Sua-Wak-Fā သိူဝ်ဝၵ်ႉၾႃႉ  | Se-Vak-Faa ᥔᥫᥴ ᥝᥐᥳ ᥜᥣᥳ    |                          | 회 왁 파                       |
| 시 룬파 사륜발     | 1382–1399      | 17년      | 시 커파의 손자   |        | Sua-Lông-Fā သိူဝ်လူင်ၾႃႉ | Se-Loong-Faa ᥔᥫᥴ ᥘᥨᥒᥴ ᥜᥣᥳ | Tho Ngan Bwa I 소감부아  | 회 롱 파                       |
| 시 싱파 사행발     | 1404–1413      | 9년       | 아들             | 퇴위   |                   |                           |                          |                                |
| 시 렌파 사임발     | 1413–1445/6    | 29년      | 동생             | 처형됨 | Sua-Wen-Fā သိူဝ်ဝဵၼ်းၾႃႉ  | Se-Ween-Faa ᥔᥫᥴ ᥝᥥᥢᥰ ᥜᥣᥳ  | Tho Ngan Bwa II 소감부아 | 소 응안 파 사 응암 파 회 웬 파 |
| 시 지파 사기발     | 1445/6–?       |           | 아들             | 처형됨 |                   |                           | Tho Kyein Bwa 소곗부아   | 사 기 파, 차우 시 파           |
| 시 부파 사복발     | 1449–1461      |           |                  | 자연사 |                   |                           | Tho Bok Bwa 소복부아     |                                |
| 시 홍파            | 1465?–1479?    |           |                  |        |                   |                           | Tho Han Bwa 소한부아     |                                |
| 시 루파?           | 1482?–?        |           |                  |        |                   |                           |                          |                                |
| 시 룬              | 1500년대?–1533 |           |                  | 살해됨 |                   |                           | 사울론 살론              |                                |

### 사오파스
므앙 마오 연대기의 여러 버전은 므앙 마오 통치자들의 계보를 제공한다. 엘리아스(1876)에 의해 매우 일찍 기록된 샨족 연대기 전통은 기원전 568년으로 거슬러 올라가는 므앙 마오의 첫 통치자와 함께 긴 목록을 제공한다. 엘리아스에 나오는 므앙 마오 후기 통치자들의 연대는 명나라의 명실록(웨이드, 2005)과 백이전(웨이드, 1996)과 같이 시커파 통치 시기부터 더 신뢰할 수 있다고 여겨지는 자료의 연대와 잘 일치하지 않는다. 비안-장-가(1990), 위트하야사크판과 자오 홍윈(2001)이 태국어로 번역한 자료도 므앙 마오에 대한 상당히 상세한 현지 연대기를 제공한다.
므앙 마오 롱은 기원전 56년에 나웅 세의 고대 타이 왕의 후손인 호 홈 파에 의해 건국되었으며, 그는 아들 쿤 캄 나우를 보내 웅 파웅-시파우 도시를 건설하게 했다.
나중에 그 도시는 비어 있었다. 그리고 코샨피라고 불리는 지역에 위치한 몽 리 몽 람 시에서 온 쿤 라이가 개척했다.
그 도시는 많은 사건을 겪었다. 호 칸 파의 통치 이후, 그들의 후속 사오파들은 서로 암살했다. 왕위를 위한 투쟁은 몽 리 몽 람의 사오 창 뉴(몽 마오 롱의 37대 사오파인 차오 창 뉴와는 다름)의 아들인 호 카아 파와 몽 마오 롱의 45대(사오 팜 묘 팡, 그의 아들인 46대 사오파는 호 카아 파에게 왕위를 넘겨주었다) 사오 타이 룽의 딸인 마하데비 플락 캄 센 마웅으로 이어졌고, 호 카아 파는 코샨피에서 피난해야 했다. 파드 카이 산맥을 넘어 인도의 아삼으로 가서 아홈 왕국이라는 새로운 왕국을 세웠다.
므앙 마오 롱은 총 81명의 사오파를 가졌다. 마오 롱은 현재 버마 국경 근처에 위치하고 있다. (호 왁 파 시대 52대 사오파 통치 시기에 위치) 윈난성에 위치하며, 과거 버마의 성들과 함께 세어보면 므앙 마오 롱, 몽미트, 몽카웅, 밤마우 지역이 인접한 그룹이다.
사오파스:
- 호 홈 파 기원전 56년-기원전 24년 나웅 세에서
- 호 룸 파 기원전 24년-16년 (형제)
- 호 웨이 파 16-37년 (아들)
- 호 타운 파 37-75년 (아들)
- 호 구엔 파 75-125년 (아들)
- 호 팡 뭉 125-158년 (아들)
- 공석 158–171년
- 사오 캄 선트 171-217년 시파우의 사오 캄 므앙의 아들
- 사오 삼 먀트 217-263년 (아들)
- 호 먀 파 263-294년 (아들)
- 호 컨 파 294-314년 (아들)
- 호 컨트 파 314-335년 (형제)
- 호 칸 파 335-346년 (형제)
- 호 탄 파 346-372년 (아들)
- 호 카우 파 372-394년 (형제)
- 호 항 파 394-420년 호 탄 파의 아들
- 호 후안 파 420-470년 (아들)
- 호 후안 파 470-506년 (아들)
- 공석 506–568년
- 쿤 라이 568-638년 몽리 몽람에서
- 아이 딥 댓 파 638-678년 쿤 라이의 아들
- 캄 퐁 파 678년 사오 쿤 쥰트의 아들
- 캄 삽 파 (캄 랩 파) 캄 퐁 파의 아들
- 캄 십 파 (캄 숲 파) 703-753년 (형제)
- 니 파 마웅 753-793년 (아들)
- 사오 쿤 파 793-834년 (아들)
- 호 카이 파 834-863년 (아들)
- 호 한 파 863-901년 (아들)
- 호 타오 파 901-933년 (아들)
- 호 포우트 파 933-960년 (아들)
- 호 원 파 960-983년 (아들)
- 호 혼 파 983-995년 (아들)
- 호 하우 파 995–1014년
- 호 립 파 1014–1035년
- 쿤 콰트 파 1035–1050년
- 호 타이 파 1050-1062년 (아들)
- 호 룽 파 1062-1081년 (아들)
- 사오 상 문 1081-1096년 (아들)
- 사오 상 야우 1096-1103년 (아들)
- 호 타이 파 1103-1112년 (형제)
- 사오 세인 응가 1112-1123년 (아들)
- 사오 룽 추 1123-1137년 (형제)
- 사오 응가 추 1137-1145년 (아들)
- 사오 쿤 밍 1145-1163년 (아들)
- 사오 쿤 쿰 1163-1171년 (아들)
- 사오 타이 품 1171-1188년 (아들)
- 사오 타이 룽 1188-1203년 (아들)
- 팜 야우 팡 (팜 묘 팡) 1203-1210년 (아들)
- 사오 아이 모 강 넹 1210 -1220년

그는 나웅 세의 사오파 쿤 수의 후손 중 한 명이었다.
- 호 칸 파 (호 치 파) 사오 아이 모 강 넹의 아들 1220–1250년

(그는 남동생 샘 룽 쿵 마잉(샘 룽 파)이 므앙카웅의 사오파가 되었다.)
- 호 피암 파 1250-1283년 (아들)
- 호 캄 파 (타이 페옹, 타이 피암 파) 1283-1284년 (아들)
- 사오 샤오 파 1284-1285년 호 피암 파의 남동생
- 호 왁 파 (호 와 파) 1285–1315년

(그는 현재 도시가 위치한 곳을 건립했다.)
- 아이 푹 1315-1330년 (아들)

공석 1330–1339년
- 호 흘리 파 (타이 퐁) 1339–1346년
- 호 룽 파 (타이 룽) 1346-1396년 (아들)
- 호 칭 파 (호 팃 파, 사오 르웨이) 1396-1415년 (아들)
- 호 웬 파 (호 응안 파) 1415-1445년 (아들)

공석 1445–1448년
- 사오 람 콘 캄 파 1448-1461년 (호 웬 파의 아들이지만 일부 자료는 그가 호 왁 파의 삼촌이라고 말한다.)
- 호 함 파 (호 포우트 파) 1461-1490년 (아들)
- 호 카아 파 (호 한 파) 1490-1496년 (아들)
- 호 핌 파 (호 류 파) 그의 별명은 키-포이-페이-마 1496-1516년 (아들)
- 사오 사이 룽 (호 홈 파) 1516-1533년 (아들)
- 공석 1533–1604년
- 사오 포레잉 1604–1611년
- 칸 캬웅 파 1611-1646년 (완마우 주의 사오파 호 흐콰 파의 아들)
- 호 루안 파 1646-? (아들)
- 호 잉 파 (아들)
- 호 욘 파 (아들)
- 호 수엥 파 ?-1699년 (아들)
- 호 빈 파 1699-1726년 (아들)
- 호 큐 파 1726-? (아들)
- 호 인 파 ?-1787년 (아들)
- 호 완 파 1787-? (아들)
- 호 징 파 (호 흥 파) ?-1814년 (남동생)
- 호 루엥 파 1814-? (아들)
- 호 수안 파 (아들)
- 호 윙 파 ?-1894년 (아들)
- 호 클라이 파 1894-1928년 (아들)
- 호 안 파 1928-1929년 (아들)
- 호 파 파 (호 웬 파) 1929-1955년 (아들) (호 캰 파 및 팡 흐쿠에아 샹과 함께 통치)
- 호 캰 파 (타오 잉 판) 1929-1940년 (호 파 파 (호 웬 파)의 삼촌)
- 팡 흐쿠에아 샹 1940-1942년 (호 파 파 (호 웬 파)의 다른 삼촌) 몽 흐칸에서